# كيخسرو الثالث
كيخسرو الثالث وهو غياث الدين كيخسرو بن قلج أرسلان سمي سلطان على سلاجقة الروم وهو في السادسة من عمره سنة 1265. وهو ابن قلج أرسلان الرابع. والذي مثل خط ضعف السلاطين المتحكم بهم من قبل الوزير بروانه معين الدين سليمان.
حدث تخاصم بين قلج أرسلان وبروانه. وخول الملك المغولي أباقا خان بالتعامل مع ذلك والذي بدوره أعدم قلج أرسلان. وأصبح السلطان مجرد صورة رمزية، ولم تكن له أي سلطة فعلية وكانت الأمور في يد بروانه في البداية ومن ثم إلى الوزير المغولي فخر الدين علي. وقف كيخسرو الثالث على الحياد سنة 1283 على الصراع على العرش المغولي، ليعدم الخان الجديد أحمد تكودار كيخسرو الثالث لوقوفه على الحياد في سنة 1284. ليكون كيخسرو الثالث آخر سلطان سلجوقي يدفن في مدافن الأسرة في مسجد علاء الدين في قونية.

## في الحكم
كثُر عدد الأُمراء السلاجقة المُوالين لِبيبرس خِلال السنوات القليلة التي تبعت تنصيب السُلطان الطفل كيخسرو، كما كُثرت الثورات ضدَّ الحُكم المغولي لِلبلاد والساسة السَلْجُوقيين المُوالين له. وهاجر بعض الأُمراء إلى دمشق كمُبارز الدين سوار الجاشنكير وسيف الدين الجندرلي وولده ميكائيل، وحُسام الدين بيجار وولده بهادُر، واجتمعوا مع بيبرس الذي رحَّب بِقُدُومهم، وطلبوا منه الإسراع في السير إلى الأناضول لِإنجاد المُسلمين ممَّا هم فيه. وفي سنة 674هـ المُوافقة لِسنة 1275م رأى بيبرس أنَّ الفُرصة أضحت مُواتية لِيُنفِّذ مشروعه بِضمِّ بلاد الروم، فالسُلطان كيخسرو مايزال طفلًا مغلوبًا على أمره، أمَّا پروانه الحاكم الفعلي لِلبلاد فإنَّهُ لم يستطع -على الرُغم ممَّا بذله من جُهد- أن يضبط الأوضاع الداخليَّة المُتدهورة، وإخماد الفتن، والثورات المُؤيِّدة لِبيبرس، كما أنَّهُ عجز عن ضبط الإمارات التُركُمانيَّة التي أخذت في الظُهُور، وأهمُّها الإمارة القرمانيَّة، واحتفظ المغول بِحمايةٍ مُفكَّكةٍ على دولة سلاجقة الروم بِسبب تكاثر الانتفاضات ضدَّهم، وقد عجزت القُوَّة المُرابطة في البلاد عن وضع حدٍّ لها. أمَّا الصليبيُّون والأرمن فلم يعد لهم من القُوَّة ما يُمكِّنهم من عرقلة المشروع الإسلامي. خرج بيبرس من الكرك إلى دمشق يوم 20 رمضان 675هـ المُوافق فيه 24 شُباط (فبراير) 1277م، واصطحب معهُ الأُمراء السلاجقة الذين استضافهم، ومن دمشق سار إلى حلب ومنها إلى عينتاب، فدُلُوك، فمرج الديباج، وكينوك، ثُمَّ عبر النهر الأزرق وقطع الدربند وبات في أرضٍ سهلة، والتقت طليعته بِطليعةٍ مغوليَّةٍ قوامها ثلاثة آلاف مُقاتل، فهزمها وأسر كثيرًا من أفرادها. وفي يوم الجُمُعة 10 ذي القعدة 675هـ المُوافق فيه 16 نيسان (أبريل) 1277م التقى الجيشان الرئيسيَّان لِلمغول والمماليك على مقرُبةٍ من مدينة البستان، وحثَّ بيبرس جُنُود الإسلام على الجهاد في سبيل الله، ثُمَّ حصل الاشتباك وتلاقى العسكران. ودارت بين الطرفين معركة ضارية انجلت عن هزيمةٍ قاسيةٍ لِلمغول ومن حالفهم من الأرمن والكرجيين وأُمراء السلاجقة المُوالين لهم، فقُتل من المغول ستَّة آلاف وسبعُمائة وسبعون رجُلًا وأُسر كثيرٌ منهم، كما قُتل ألفا فارسٍ كرجيٍّ بِالإضافة إلى عددٍ من أُمراء السلاجقة. بعد هذا الانتصار، دخلت بعض مُدُن الأناضول في طاعة بيبرس، مثل سمندو ولارندة ودوالو، وأقبل عليه السُكَّان من مُختلف طبقاتهم يُهنِّئونه بِالنصر وهُم يُكبِّرون ويُهللون، ودخل بيبرس مدينة قيصريَّة وجلس على عرش السلاجقة، وخُطب لهُ على المنابر، وضُربت السكَّة بِاسمه. ولم يستمر مُكُوث بيبرس بِالأناضول سوى عشرة أيَّام علم أثناءها بِأنَّ الوزير السَلْجُوقي پروانه قد راسل المغول لِيستعين بهم على المماليك. ولمَّا كانت عساكره قد أنهكها التعب، ونفدت الأقوات، ونقُص العلف، ونفقت مُعظم الخُيُول، رأى بيبرس أن يعود بِجيشه إلى الشَّام قانعًا بما أحرز، دون أن يُحقِّق هدفه بِضمِّ كامل بلاد الروم والاتصال بِمغول القبيلة الذهبيَّة.
أحكم المغول قبضتهم على بلاد الروم بعد التخلُّص من پروانه، وتولُّوا الإدارة، وشغلوا الوظائف الرئيسيَّة، كما أدخلوا نظامهم المالي في أجهزتها، وضعُف مركز السلطنة، وأرسل الإلخان صاحب ديوانه شمس الدين مُحمَّد الجويني لِيُنظِّم شُؤون البلاد الإداريَّة ويضبط أوضاعها بِإخماد الثورات والفتن المُتفاقمة. وفي سنة 679هـ المُوافقة لِسنة 1280م وفد على البلاط المغولي غِيَاث الدين مسعود بن كيكاوس ابن عم السُلطان كيخسرو بن قلج أرسلان بعد حياةٍ أمضاها في المنفى مُنذُ لُجُوء أبيه إلى القُسطنطينيَّة، فاجتمع بالإلخان أباقا وطلب منهُ أن يمنحهُ بعض بلاد آبائه وأجداده لِيحكُمُها بِشكلٍ مُستقلٍ عن أملاك كيخسرو، فاستجاب لهُ أباقا ومنحهُ سيواس وأرضروم وأرزنجان مُنتهجًا في ذلك نهج أبيه هولاكو في تقسيم السُلطة في بلاد الروم بين السلاطين حتَّى تسهل السيطرة المغوليَّة على البلاد، إلَّا أنَّ كيخسرو رفض مبدأ القسمة، وتحصَّن في أرزنجان، فكان جزاؤه أن سُمِّم، وخلا الجو السياسي لِمسعود الذي عزَّز مركزه وحكم دولة سلاجقة الروم، لكن لم يكن لهُ من الحُكم إلَّا صورته، وخُلع عن عرشه نتيجة ثورة، ونُصِّب مكانه علاء الدین کیقُباد بن فرامُرز، ولم تحدث في عهده أحداث ذات شأن سوى تمرُّدٍ قام على المغول، وانهمك في اللهو واللعب، واشتهر بِمظالمه، ودفع حياته ثمنًا لها.